# Andrena erythrogaster
Andrena erythrogaster är en biart som först beskrevs av William Harris Ashmead 1890.  Andrena erythrogaster ingår i släktet sandbin, och familjen grävbin. Inga underarter finns listade i Catalogue of Life.